# Видение 2023
Видение 2023 (тур. 2023 vizyonu) — это ряд целей, поставленных турецким руководством во главе с президентом Реджепом Тайипом Эрдоганом в 2010-2011 гг., которые было необходимо достичь к столетней годовщине образования Турецкой Республики в 2023 году.

## Список целей

### Экономика[1]
- Войти в десятку крупнейших экономик мира по объёму ВВП
- Увеличить экспорт до $ 500 млрд.
- Увеличить национальный доход на д.н. до $ 25 000
- Увеличить объём ВВП до $ 2 трлн.
- Снизить уровень безработицы до 5 %
- Сократить уровень неофициальной занятости до 15 %

### Политика
- Принять новую Конституцию[2]

### Туризм[1]
- Увеличить количество туристов, ежегодно прибывающих в Турцию, до 50 миллионов человек

### Социальная сфера[2]
- Увеличить уровень занятости среди женщин до 38 %
- Построить 100 000 единиц социального жилья для бедных

### Образование[2]
- Достичь 100%-го уровня грамотности среди населения моложе 50 лет
- Увеличить число университетов до более чем 200

### Наука
- Выйти на передовые позиции в мире по расходам на НИОКР
- Увеличить расходы на науку до 3 % ВВП[3]

### Военная сфера
- Избавиться от зависимости от импорта иностранных вооружений[4]

## Успехи
Как отмечает бывший министр финансов, а ныне вице-премьер-министр страны Мехмет Шимшек, за последние годы Турция добилась значительных успехов в экономике, в частности, ВВП на душу населения вырос с 2002 г. с 3492 $ до 10 807 $, а расходы на науку и внедрение разработок достигли 1 % ВВП. В период 2002—2016 гг. ВВП Турции увеличился с $ 238 млрд до $ 863 млрд, а доля в мировой экономике с 1,3 % до 1,66 %. Это дает основания полагать, что при сохранении такой тенденции, к 2023 г. Турция сможет достичь значительной части задач, поставленных в экономической сфере. Турция также достигла определённых успехов на пути развития собственного военного комплекса. В частности, в 2010 г. начались испытания беспилотного летательного аппарата «Anka». Кроме того, проходят испытания танка «Алтай» и вертолета «Арыкоптер».
Позитивно о возможности достижения вышеперечисленных целей отзываются и некоторые российские эксперты. Политолог и эксперт по Турции И. И. Стародубцев относит к сильным сторонам Турции высокие темпы роста экономики, стабильную финансовую систему, гибкий внешнеполитический курс, экспортоориентированный характер экономики, диверсификацию производства, развитую промышленность, растущую инвестиционную привлекательность страны.

## Критика
Несмотря на показательные успехи турецкой экономики за последнее десятилетие, существуют серьёзные сомнения относительно возможности достижения вышеперечисленных задач, особенно в экономической сфере. В частности, кажется нереалистичной цель достижения объёмов экспорта в 500 млрд $ к 2023 г., с учётом того, что по состоянию на 2016 г. общий объём турецкого экспорта составил лишь 150 млрд $. Кроме того, безработица, чей уровень к 100-летию республики должен быть снижен до 5 %, остается высокой и к ноябрю 2016 г. достигла 12,1 %. Среди молодёжи этот показатель ещё выше — 21,4 %. В связи с этим ряд турецких журналистов высказывает сомнения в том, что для достижения целей в рамках Видения-2023 предпринимаются конкретные шаги.
Российские эксперты также отмечают, что существует и ряд других негативных факторов, способных препятствовать достижению целей в рамках Видения 2023. Политолог В. А. Аватков, в частности, отмечает, что на реализацию стратегии могут негативно повлиять некоторые внутренние (различие в интересах региональных элит), а также внешние (замедление мировых темпов экономического роста, конфликты на Ближнем Востоке) факторы. Сотрудник Института Востоковедения РАН И. И. Стародубцев относит к слабостям Турции раскол между светским и происламски настроенными частями общества, неравномерность развития регионов, обострение террористической деятельности в восточных провинциях страны, бюрократию, высокую инфляцию, а также растущий дефицит внешней торговли. Кроме того, И. И. Стародубцев отмечает ряд угроз, стоящих перед страной в настоящее время: эскалация напряженности в ближневосточном регионе, провал политики «ноль проблем с соседями», обострение курдского вопроса, нестабильная ситуация в мировой экономике. Все эти факторы могут помешать успешному развитию страны и привести к провалу стратегии по достижению целей в рамках Видения 2023.

## Новая Конституция
Одной из целей программы является принятие новой Конституции. Ныне действующий Основной закон действует в Турции с 1982 г. В него неоднократно вносились поправки (2001, 2004, 2007, 2010 гг.). В своей политической программе Партия справедливости и развития (ПСР) заявляет, что Турции нужна сильная власть, способная обеспечить справедливость, стабильность и безопасность в стране, а также, что необходимо принять новую демократическую гражданскую Конституцию, обеспечивающую свободы граждан. Тем не менее, учитывая сложную внутриполитическую обстановку, было принято решение о проведении референдума о поправках в уже действующий Основной закон, который прошёл в апреле 2017 г. Поправки, предполагающие увеличение полномочий президента, упразднение поста премьер-министра, увеличение количества членов парламента, а также ряд других изменений, были одобрены большинством голосов (51,41 %) и вступили в силу с 2019 г. Таким образом, вопрос о принятии новой Конституции откладывается на неопределённое время.